# Associazione Calcio Verona 1941-1942
Questa voce raccoglie le informazioni riguardanti l'Associazione Calcio Verona nelle competizioni ufficiali della stagione 1941-1942.

## Stagione
La squadra scaligera disputa il campionato di Serie C finendo quinta nel suo girone con gli stessi punti della terza e della quarta ma dietro per quoziente reti.
Miglior marcatore stagionale fu Guido Tavellin con 14 reti. A seguire Pomponi con 8, Cecconi e Riccardi con 7, Facchin con 6, Checchetti, Melato e Giulio Pellicari con 5, Corà e Costenaro con 3, Zenari con 2 e Ravasio, Trevisani e Zanetti con 1 rete.

## Rosa
| N. |                   | Ruolo | Calciatore        |
| -- | ----------------- | ----- | ----------------- |
|    | Italia (bandiera) | P     | Enzo Armelloni    |
|    | Italia (bandiera) | P     | Oreste Martinello |
|    | Italia (bandiera) | D     | Boni              |
|    | Italia (bandiera) | D     | Emilio Carton     |
|    | Italia (bandiera) | D     | Carli             |
|    | Italia (bandiera) | D     | Antonio Clavello  |
|    | Italia (bandiera) | D     | Bruno Facchin     |
|    | Italia (bandiera) | D     | Giulio Fenzi      |
|    | Italia (bandiera) | D     | Giulio Pellicari  |
|    | Italia (bandiera) | D     | Franco Pincelli   |
|    | Italia (bandiera) | D     | Anselmo Trentin   |
|    | Italia (bandiera) | C     | Flavio Cecconi    |
|    | Italia (bandiera) | C     | Gino Costenaro    |
|    | Italia (bandiera) | C     | De Paolini        |
|    | Italia (bandiera) | C     | Giannino Facci    |
|    | Italia (bandiera) | C     | Renzo Formenti    |

| N. |                   | Ruolo | Calciatore        |
| -- | ----------------- | ----- | ----------------- |
|    | Italia (bandiera) | C     | Mario Mascalzoni  |
|    | Italia (bandiera) | C     | Meschini          |
|    | Italia (bandiera) | C     | Franco Ravasio    |
|    | Italia (bandiera) | C     | Carlo Sabadini    |
|    | Italia (bandiera) | C     | Sergio Sandrini   |
|    | Italia (bandiera) | C     | Guido Tavellin    |
|    | Italia (bandiera) | C     | Silvestro Zanolli |
|    | Italia (bandiera) | C     | Giuseppe Zenari   |
|    | Italia (bandiera) | A     | Aldo Checchetti   |
|    | Italia (bandiera) | A     | Corà              |
|    | Italia (bandiera) | A     | Romeo Melato      |
|    | Italia (bandiera) | A     | Angelo Pomponi    |
|    | Italia (bandiera) | A     | Giovanni Riccardi |
|    | Italia (bandiera) | A     | Silvano Trevisani |
|    | Italia (bandiera) | A     | Luigi Zanetti     |